# Oldřich Lepil
Oldřich Lepil (* 18. října 1933 Rousínov) je český didaktik fyziky a vysokoškolský učitel.

## Život
Po absolvování gymnázia ve Vyškově (1945–1951) studoval učitelství fyziky a chemie na Přírodovědecké fakultě MU v Brně, které ukončil v roce 1955. Do praxe nastoupil na Jedenáctileté střední škole v Gottwaldově (Zlíně), kde působil do roku 1963. V roce 1963 byl přijat jako odborný asistent na katedru experimentální fyziky a didaktiky fyziky Přírodovědecké fakulty UP v Olomouci, se kterou po odchodu do důchodu spolupracuje jako emeritní spolupracovník katedry experimentální fyziky. V roce 1967 získal na tomto pracovišti akademický titul RNDr. V roce 1968 ukončil vědeckou přípravu v oboru teorie vyučování fyzice a získal vědeckou hodnost kandidáta pedagogických věd (CSc.). V roce 1987 byl jmenován docentem didaktiky fyziky.
Podílel se na projektech výuky fyziky na středních školách. Spolupracoval na tvorbě učebních osnov fyziky pro gymnázium, rámcových vzdělávacích programů pro střední odborné školy a požadavků ke státní maturitě z fyziky. Hlavním pracovním zaměřením je tvorba učebnic fyziky pro střední školy, sbírek úloh a metodických materiálů pro učitele fyziky. Je koordinátorem práce na učebnicích pro gymnázium. Věnuje se fyzikálním experimentům, převážně zaměřeným na výuku elektřiny, zejména elektroniky a na využití počítače ve výuce fyziky.
Je autorem obrazových učebních pomůcek, diafilmů, obrazových souborů pro zpětnou projekci a 13 krátkých výukových filmů a 50 kazetových filmů pro výuku elektřiny na základní škole.
V roce 1991 se podílel na vytvoření pedagogického časopisu pro učitele Matematika – Fyzika – Informatika ve spolupráci se Stanislavem Židkem (matematika) a Stanislavem Trávníčkem (informatika). Do roku 2019 byl vedoucím redaktorem a redaktorem pro fyziku, nyní je předsedou redakční rady časopisu.
Aktivně se podílel na činnosti Jednoty českých matematiků a fyziků (JČMF), jejímž členem je od roku 1956. Byl organizátorem řady odborných konferencí a seminářů k problematice didaktiky fyziky a fyzikálního vzdělávání. Byl předsedou Fyzikální pedagogické sekce JČMF, předsedou pobočky JČMF v Olomouci a místopředsedou ústředního výboru JČMF (1999–2006). Je čestným členem JČMF.

## Dílo
Je autorem učebnic fyziky, sbírek úloh, monografií k problematice fyzikálního vzdělávání a statí v odborných časopisech a sbornících z konferencí.

### Monografie (výběr)
- Elektronika ve škole (1972)
- Modely a modelování ve výuce fyziky (1986)
- Integrovaná přírodověda (2006)
- Dynamické modelování (2007)

### Učebnice fyziky (výběr)

#### První učebnice vydané ve Státním pedagogickém nakladatelství
- Fyzika pro III. ročník střední všeobecně vzdělávací školy (1965)
- Praktická cvičení z fyziky (1965)
- Fyzikální základy techniky (1975)

#### 1. vydání učebnic v nakladatelství Prometheus
- Fyzika pro gymnázia. Elektřina a magnetismus (1992), Optika (1993), Mechanické kmitání a vlnění (1994)
- Fyzika pro střední školy I a II (1993)
- Sbírka úloh z fyziky pro střední školy (1995)
- Přehled středoškolské fyziky (1996)
- Sbírka testových úloh k maturitě z fyziky (2001)

### Publikace z didaktiky fyziky
- Didaktika fyziky. Obecné otázky (1978)
- Netradiční typy fyzikálních úloh (1995)
- Příručka pro učitele fyziky na střední škole (2007)
- Fyzika aktuálně. Příručka nejen pro učitele fyziky (2009)

### Výukové filmy
- Vznik a druhy vlnění (1962)
- Vodivost polovodičů (1964)
- Elektromagnetické pole dipólu (1968)
- Elektron v magnetickém poli (1977)
- Elementární elektrický náboj (1980)